# Улица Сады Шалдона
Улица Сады Шалдона — улица во Владикавказе, Северная Осетия, Россия. Улица располагается в Иристонском муниципальном округе Владикавказа между улицей Садовой и Карцинским шоссе. Начинается от Садовой улицы.
Улица образовалась в начале 70-х годов XX века около фруктовых садов слободки Шалдон, от которых она получила своё наименование. Впервые была отмечена на Плане города Орджоникидзе от 1976 года.